# سومالی در المپیک تابستانی ۱۹۸۴
سومالی در بازی‌های المپیک تابستانی ۱۹۸۴ که در لس آنجلس، ایالات متحده آمریکا برگزار شد، شرکت کرده‌است. این کشور پس از تحریم بازی‌های ۱۹۷۶ و ۱۹۸۰ مجدداً در این سال به شرکت در این بازی‌های بازگشت.

## دو و میدانی
مردان
| ورزشکار           | رویداد     | دور اول   | دور اول   | دور دوم            | دور دوم            | نیمه‌نهایی          | نیمه‌نهایی          | فینال              | فینال              |
| ورزشکار           | رویداد     | نتیجه     | رتبه      | نتیجه              | رتبه               | نتیجه              | رتبه               | نتیجه              | رتبه               |
| ----------------- | ---------- | --------- | --------- | ------------------ | ------------------ | ------------------ | ------------------ | ------------------ | ------------------ |
| ابراهیم اوکاش     | ۴۰۰ متر    | ۴۷٫۹۱     | ۷         | به این مرحله نرسید | به این مرحله نرسید | به این مرحله نرسید | به این مرحله نرسید | به این مرحله نرسید | به این مرحله نرسید |
| عبدی بیله         | ۸۰۰ متر    | ۱:۴۶٫۹۲   | ۲ Q       | ۱:۴۶٫۴۹            | ۵                  | به این مرحله نرسید | به این مرحله نرسید | به این مرحله نرسید | به این مرحله نرسید |
| جما محمد عدن      | ۸۰۰ متر    | ۱:۴۸٫۶۴   | ۴         | به این مرحله نرسید | به این مرحله نرسید | به این مرحله نرسید | به این مرحله نرسید | به این مرحله نرسید | به این مرحله نرسید |
| عبدی بیله         | ۱۵۰۰ متر   | ۳:۴۰٫۷۲   | ۴ q       | رد صلاحیت          | رد صلاحیت          | به این مرحله نرسید | به این مرحله نرسید | به این مرحله نرسید | به این مرحله نرسید |
| جما محمد عدن      | ۱۵۰۰ متر   | ۳:۴۶٫۸۰   | ۵         | به این مرحله نرسید | به این مرحله نرسید | به این مرحله نرسید | به این مرحله نرسید | به این مرحله نرسید | به این مرحله نرسید |
| علی محمد هوفان    | ۵٬۰۰۰ متر  | عدم پایان | عدم پایان | ن/م                | ن/م                | به این مرحله نرسید | به این مرحله نرسید | به این مرحله نرسید | به این مرحله نرسید |
| محدین محمد کولمیه | ۱۰٬۰۰۰ متر | ۲۹:۳۷٫۹۳  | ۱۱        | ن/م                | ن/م                | ن/م                | ن/م                | به این مرحله نرسید | به این مرحله نرسید |
| احمد محمد اسماعیل | ماراتن     | ن/م       | ن/م       | ن/م                | ن/م                | ن/م                | ن/م                | ۲٫۲۳:۲۷            | ۴۷                 |
| عبداللاهیج احمد   | ماراتن     | ن/م       | ن/م       | ن/م                | ن/م                | ن/م                | ن/م                | ۲٫۴۴:۳۹            | ۷۳                 |

کلید
- یادداشت–رتبه‌های ارائه‌شده برای رویدادهای میدانی تنها شامل مرحلهٔ مقدماتی ورزشکار می‌شوند
- Q = احراز صلاحیت برای دور بعدی
- q = احراز صلاحیت برای دور بعدی به‌عنوان سریع‌ترین بازنده یا, در رویدادهای میدانی، بر پایه جایگاه بدون دستیابی به هدف احراز صلاحیت
- ر. م. = رکورد ملی
- ن/م = رویداد فاقد این دور مسابقه است
- Bye = ورزشکار ملزم به شرکت در این دور نبوده‌است